# Adriana (filme)
Adriana é um filme português de 2005 realizado por Margarida Gil.
Este filme esteve nomeado aos Globos de Ouro portugueses de 2006 nas categorias de Melhor Filme (Margarida Gil), Melhor Actor (Bruno Bravo), Melhor Actriz (Isabel Ruth) e de Melhor Actriz (Ana Moreira), tendo esta última vencido o respectivo Globo de Ouro.

## Sinopse
Numa ilha remota onde se instalou o luto um homem decreta que nunca mais haverá sexo nem filhos. A ilha vai ficando deserta e, anos mais tarde, ele decide enviar a sua filha, Adriana, para o continente "constituir família por métodos naturais". O filme conta as aventuras de Adriana à procura de um homem que a faça procriar um filho e assim garantir a descendência na ilha.[carece de fontes?]

## Elenco[1]
- Ana Moreira - Adriana
- Isabel Ruth - Estela
- Bruno Bravo - Saturnino
- José Airosa - Salvador
- Vitor Correia - David
- Carla Maciel - Luísa
- Raul Resendes - Eduardo
- Gilberta Rocha - Maria Ana
- Luz da Câmara - Luz
- Bibi Perestrelo - Bubi

## Prémios e indicações

### Prémios
IndieLisboa
- Melhor Filme Português: 2005[2]

 Globos de Ouro
- Melhor Actriz: Ana Moreira (2006)

### Indicações
Globos de Ouro
- Melhor Filme: 2006
- Melhor Actor: Bruno Bravo (2006)
- Melhor Actriz: Isabel Ruth (2006)

[carece de fontes?]